# Alter ego (stripreeks)
Alter ego is een Belgische stripreeks, waarbij de eerste zes delen zonder volgorde werden uitgegeven in een tijdspanne van zeven maanden (voor de oorspronkelijke Franstalige uitgave). Vervolgens werd er een einde geschreven getiteld "Ultimatum", dat men als laatste dient te lezen. De strips zijn gedurende 2011-2013 ongenummerd uitgegeven in het Nederlands.
Nadat de eerste reeks (de eerste 7 titels) afgewerkt waren, begonnen de schrijvers samen aan een gelijknamige reeks met weer andere titels.
Mathieu Reynès trad op als artistiek directeur van de reeks. Dit betekent dat hij personages ontwierp, storyboards tekende en de covertekeningen kleurde. Hij tekende de personages van drie van de eerste zes albums en tekende het zesde album alleen.

## Albums
Alle albums zijn geschreven door Denis Lapière en Pierre-Paul Renders en uitgegeven door Dupuis.
| Titel     | Tekenaar(s)                       |
| --------- | --------------------------------- |
| Camille   | Mathieu Reynès, Benjamin Benéteau |
| Fouad     | Mathieu Reynès, Benjamin Benéteau |
| Darius    | Luca Erbetta, Ricard Fernandez    |
| Park      | Mathieu Reynès                    |
| Jonas     | Emil Zuga, Luca Erbetta           |
| Noah      | Ricard Fernandez, Luca Erbetta    |
| Ultimatum | Mathieu Reynès                    |

| Titel   | Tekenaar(s)      |
| ------- | ---------------- |
| Teehu   | Ricard Fernandez |
| Delia   | Ricard Fernandez |
| Gail    | Mathieu Reynès   |
| Verdict | Ricard Fenandez  |